# Vụ đánh bom Bishopsgate năm 1993
Vụ đánh bom Bishopsgate xảy ra vào ngày 24 tháng 4 năm 1993, khi Quân đội Cộng hòa Ireland lâm thời (IRA) kích nổ một quả bom xe tải cực mạnh vào Bishopsgate, một con đường lớn ở quận tài chính Luân Đôn, Thành phố Luân Đôn. Các cảnh báo qua điện thoại đã được gửi trước khoảng một giờ, nhưng một nhiếp ảnh gia đã bị giết trong vụ nổ và 44 người bị thương, với các trường hợp tử vong được giảm thiểu do nó xảy ra vào thứ Bảy. Vụ nổ đã phá hủy nhà thờ St Ethelburga gần đó và phá hủy nhà ga Liverpool Street và Tháp NatWest.  Chi phí tài chính là nghiêm trọng, ước tính tại thời điểm thiệt hại hơn 1 tỷ bảng Anh (khoảng 1,84 tỷ bảng năm 2018), khiến nó trở thành cuộc tấn công khủng bố tốn kém nhất vào thời điểm đó (kể từ khi vượt qua vụ tấn công ngày 11 tháng 9).
Do vụ đánh bom xảy ra chỉ hơn một năm sau vụ đánh bom Sàn giao dịch Baltic gần đó, một "vòng thép" đã được thực hiện để bảo vệ Thành phố, và nhiều công ty đã đưa ra các kế hoạch khắc phục thảm họa trong trường hợp bị tấn công hoặc thảm họa tương tự.. 350 triệu bảng đã được chi cho việc sửa chữa thiệt hại. Năm 1994, các thám tử tin rằng họ biết danh tính của máy bay ném bom IRA, nhưng thiếu bằng chứng để bắt giữ họ.